# One Eyed Bastard
One Eyed Bastard è il quarto singolo del Gruppo punk rock statunitense Green Day estratto dall'album Saviors. Il singolo è stato pubblicato il 5 gennaio 2024 insieme ad un video musicale. Il primer riff del tracce è simile di melody del So What (2008) by Pink